# Ewa Durska
Ewa Durska (ur. 27 lutego 1977 w Nowogardzie) – polska lekkoatletka specjalizująca się w pchnięciu kulą; trzykrotna mistrzyni paraolimpijska (kategoria niepełnosprawności T20) z Sydney (2000), Londynu (2012) i Rio de Janeiro (2016), a także dwukrotna mistrzyni świata z Birmingham (1998) i Christchurch (2011).

## Rekordy
- pchnięcie kulą (stadion) – 14,33 m (2006)[5]
- pchnięcie kulą (hala) – 14,37 m (2007)[6]
- rzut dyskiem – 40,31 m (2006)
- rzut młotem – 45,82 m (2005)
- rzut oszczepem – 27,56 (2005)

## Odznaczenia
- Brązowy Krzyż Zasługi – 2001[7]
- Krzyż Kawalerski Orderu Odrodzenia Polski – 2016[8]